# Пешачка стаза Лађевац
Пешачка стаза Лађевац налази се у Рачи.
Стаза почиње од Манастира Рача и води до извора Лађевац на уласку у Резерват природе „Клисура Раче”.

## Опис стазе
Стаза Лађевац спада у лагане пешачке стазе.
Дужина стазе износи 2100 метара.
Уређена је и посута ситно ломњеним камењем.
Пружа се пут десне обале реке Раче.

## Значајни локалитети
Најзначајнији локалитети шетне стазе су:
- Манастир Рача - Задужбина краља Драгутина из 13 века. Категорисан је као најзначајније културно-историјско добро на подручју Националног парка Тара. Највеће је духовно седиште народа овог краја. Подручје манастира је заштићемо као природна и градитељска културно-историјска целина. Заштићена зона износи 217 хектара.
- Врело Лађевац – Алкално-термални извор крашког порекла са просечном температуром од 15 до 18 °C. Капацитет извора је 50 литара у секунди. Сматра се да вода има лековита својства и да помаже у лечењу кожних и очних болести. Мештани Лађевац називају још и „топло врело”.
- Археолошко назиште – Скит Светог Георгија са малом црквом Бањом. Црква је била центар рачанске преписивачке школе. Запаљена је заједно са манастиром у време велике сеобе 1690. године под Арсенијем Чарнојевићем.[2]

## Крај стазе
Стаза се завршава непосредно испод старог хотела „Шљивовица” и хотела „Бели Бор”.
Некада је на овом делу стазе постојало вештачко језерце. Било је омиљено масто за камповање и логоровање извиђача и планинара.
Када је брана срушена, језеро се повукло и нестало.